# Andrew Brewin
Pour les articles homonymes, voir Brewin.
Francis Andrew Brewin (3 septembre 1907-21 septembre 1983) est un avocat et un homme politique canadien de l'Ontario. Il est député fédéral libéral de la circonscription ontarienne de Greenwood de 1962 à 1979.

## Biographie
Né à Brighton en Angleterre, Brewin est très impliqué dans le Parti social démocratique du Canada (CCF) entre autres en tant que candidats à de nombreuses reprises durant les années 1940 et années 1950. Avocat de formation, il est retenu par le CCF pour contester les ordres d'internement des Japonais-canadiens. Soutenue par Brewin jusqu'en Comité judiciaire du Conseil privé, l'ordre de renvoi sur les personnes de race japonaise est maintenu, mais plus tard invalidé par le Comité judiciaire du Conseil privé.
En 1945, le chef de la branche ontarienne du CCF, Ted Jolliffe, lui demande d'être avocat dans la Commission royale LeBel (en) qui visait à enquêter sur les allégations d'utilisation d'une force policière secrète par le premier ministre George Drew. Président du CCF ontarien pendant quelque temps, il se présente à la course à la chefferie (en) de 1953, mais il perd devant Donald C. MacDonald.
Plusieurs fois candidat pour le CCF, il devient député néo-démocrate de Davenport de 1962 jusqu'à sa retraite en 1979.
Brewin est l'auteur de Stand on Guard: The Search for a Canadian Defence Policy, publié par McClelland & Stewart en 1965 et qui explore l'évolution du rôle militaire du Canada durant le 20e siècle et sa participation dans le nouveau concept de maintien de la paix des Nations unies.
Son grand-père est Andrew George Blair (1844-1907), premier ministre du Nouveau-Brunswick et son fils, John Brewin, est député de Victoria de 1988 à 1993